# Jasper (Florida)
Jasper è una città degli Stati Uniti d'America situata in Florida, nella Contea di Hamilton, della quale è anche il capoluogo.